# Making the Grade
Making the Grade est un film américain réalisé par Alfred E. Green, sorti en 1929.
C'est un film sonore, partiellement parlant, avec sous-titres en anglais.

## Fiche technique
- Réalisation : Alfred E. Green
- Scénario : George Ade (en), Malcolm Stuart Boylan, Harry Brand, Edward Kaufman d'après une histoire de Thomas Addison[1]
- Photographie : Norman Devol, L. William O'Connell
- Montage : J. Edwin Robbins
- Musique : Erno Rapee
- Production : Fox Film Corporation
- Distributeur : Fox Film Corporation
- Durée : 60 minutes
- Date de sortie : 17 février 1929

## Distribution
- Lois Moran : Lettie Ewing
- Edmund Lowe : Herbert Littell Dodsworth
- Lucien Littlefield : Silas Cooper
- James Ford : Bud Davison
- Rolfe Sedan as Valet
- John Alden : Egbert Williamson
- Sherman Ross as Arthur Burdette
- Gino Conti : Frank Dinwiddie
- Lia Torá : une autre fille